# Vad far gör är alltid det rätta
Vad far gör är alltid det rätta (danska: Hvad Fatter gjør, det er altid det Rigtige) är en saga av den danske författaren H.C. Andersen, utgiven 1861.
Sagan handlar om en bonde som ger sig iväg för att sälja sin gamla häst, men som istället byter bort hästen mot en ko, kon mot ett får, fåret mot en gås, gåsen mot en höna och hönan mot en säck ruttna äpplen. Det må låta något oklokt handlat, men som mor säger, och boktiteln avslöjar; vad far gör är alltid det rätta.